# العلاقات الإندونيسية الفيتنامية
العلاقات الإندونيسية الفيتنامية هي العلاقات الثنائية التي تجمع بين إندونيسيا وفيتنام.

## مقارنة بين البلدين
هذه مقارنة عامة ومرجعية للدولتين:
| وجه المقارنة                                              | إندونيسيا         | فيتنام           |
| --------------------------------------------------------- | ----------------- | ---------------- |
| المساحة (كم2)                                             | 1.90 مليون        | 331.69 ألف       |
| عدد السكان (نسمة)                                         | 263.99 مليون      | 94.66 مليون      |
| الكثافة السكانية (ن./كم²)                                 | 138.94            | 285.39           |
| العاصمة                                                   | جاكرتا            | هانوي            |
| اللغة الرسمية                                             | اللغة الإندونيسية | اللغة الفيتنامية |
| العملة                                                    | روبية إندونيسية   | دونغ فيتنامي     |
| الناتج المحلي الإجمالي (بليون دولار)                      | 1.02 تريليون      | 234.19 مليار     |
| الناتج المحلي الإجمالي (تعادل القوة الشرائية) بليون دولار | 2.85 تريليون      | 553.42 مليار     |
| الناتج المحلي الإجمالي الاسمي للفرد دولار أمريكي          | 3.35 ألف          | 2.48 ألف         |
| الناتج المحلي الإجمالي للفرد دولار أمريكي                 | 10.52 ألف         | 5.63 ألف         |
| مؤشر التنمية البشرية                                      | 0.684             | 0.666            |
| رمز المكالمات الدولي                                      | +62               | +84              |
| رمز الإنترنت                                              | .id               | .vn              |
| المنطقة الزمنية                                           |                   | ت ع م+07:00      |

## مدن متوأمة
في ما يلي قائمة باتفاقيات التوأمة بين مدن إندونيسية وفيتنامية:
- ترتبط يوغياكارتا مع هوي (مدينة) باتفاقية توأمة.
- ترتبط بادنغ مع فنغ تاو باتفاقية توأمة منذ 1988.
- ترتبط جاكرتا مع هانوي باتفاقية توأمة منذ 23 أكتوبر 1989.
- ترتبط سمارانغ مع دا نانغ باتفاقية توأمة.

## منظمات دولية مشتركة
يشترك البلدان في عضوية مجموعة من المنظمات الدولية، منها:
| علم المنظمة | اسم المنظمة                                      | تاريخ انضمام إندونيسيا | تاريخ انضمام فيتنام |
| ----------- | ------------------------------------------------ | ---------------------- | ------------------- |
|             | بنك التنمية الآسيوي                              | 1966                   | 1966                |
|             | وكالة ضمان الاستثمار متعدد الأطراف               | 12 أبريل 1988          | 5 أكتوبر 1994       |
|             | الأمم المتحدة                                    | 28 سبتمبر 1950         | 20 سبتمبر 1977      |
|             | الفريق المعني برصد الأرض                         | ?                      | ?                   |
|             | منظمة حظر الأسلحة الكيميائية                     | ?                      | ?                   |
|             | أسيان                                            | 8 أغسطس 1967           | 28 يوليو 1995       |
|             | منظمة التجارة العالمية                           | ?                      | 11 يناير 2007       |
|             | منظمة الشرطة الجنائية الدولية                    | 5 أكتوبر 1954          | ?                   |
|             | مؤسسة التنمية الدولية                            | 20 أغسطس 1968          | 24 سبتمبر 1960      |
|             | يونسكو                                           | 27 مايو 1950           | 6 يوليو 1951        |
|             | الاتحاد البريدي العالمي                          | ?                      | ?                   |
|             | البنك الدولي للإنشاء والتعمير                    | 13 أبريل 1967          | 21 سبتمبر 1956      |
|             | منتدى آسيان الإقليمي ‏                            | ?                      | ?                   |
|             | المنظمة الهيدروغرافية الدولية                    | ?                      | ?                   |
|             | الاتحاد الدولي للاتصالات                         | 1949                   | 24 سبتمبر 1951      |
|             | مؤسسة التمويل الدولية                            | 23 أبريل 1968          | 4 أغسطس 1967        |
|             | منتدى التعاون الاقتصادي لدول آسيا والمحيط الهادئ | 6 نوفمبر 1989          | 15 نوفمبر 1998      |

## وصلات خارجية
- موقع وزارة الخارجية الإندونيسية
- موقع وزارة الخارجية الفيتنامية